# الأمية في المغرب

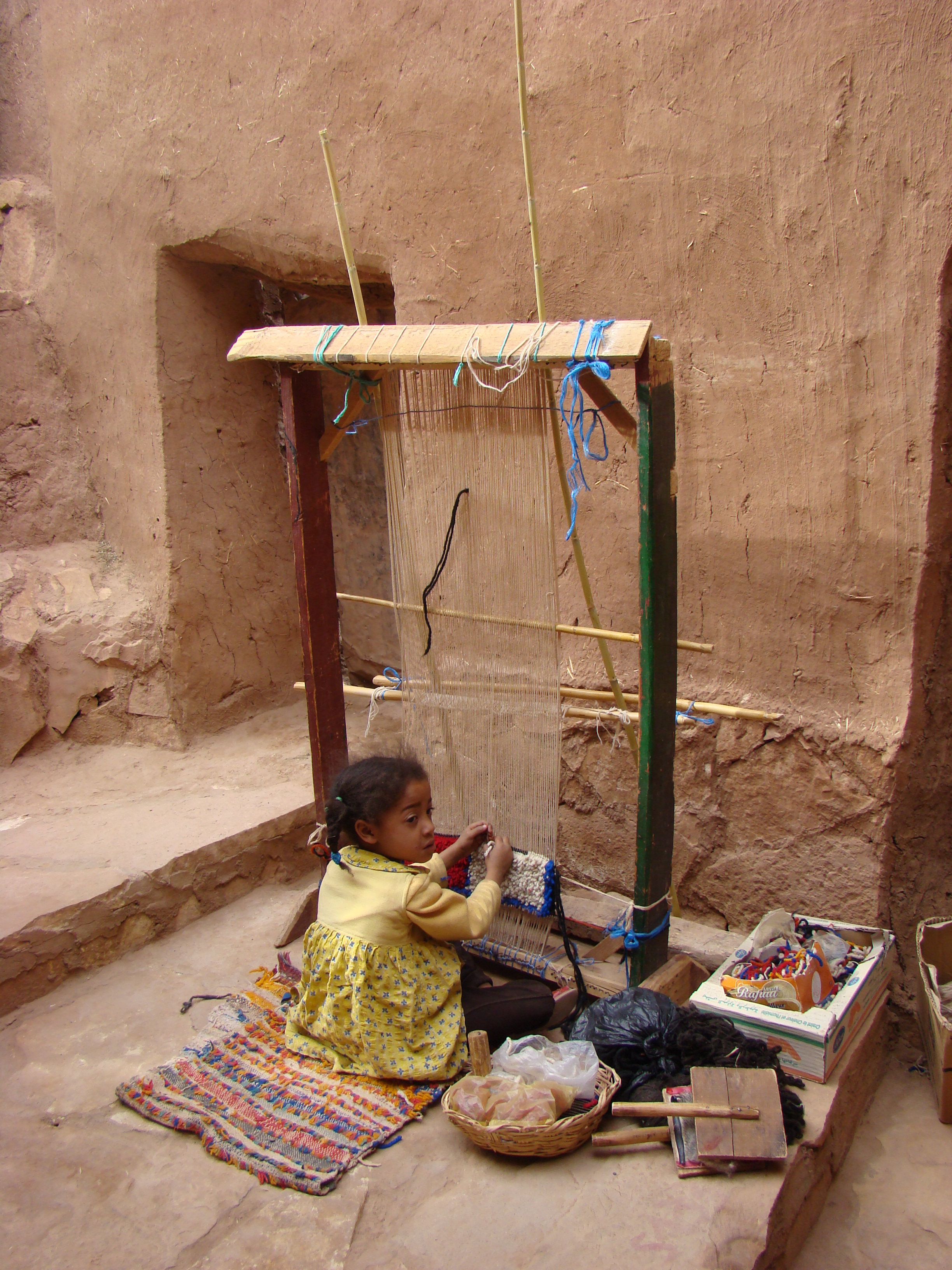
فتاة صغيرة وهي تعمل، في آيت بن حدو، المغرب

تعرف الأمية في المملكة المغربية نسبة مرتفعة، وتقف حجر عثرة أمام تحقيق أهداف الفرد والمجتمع. فحسب الإحصاء السكاني لعام 2004 كان يوجد نحو عشرة ملايين أمي، بالإضافة إلى 400 ألف طفل يتركون المدرسة سنويا.وقد مكنت الجهود المبذولة من طرف مختلف المتدخلين من خفض نسبة الأمية من 32%، عام 2014 لدى السكان الذين تزيد أعمارهم عن 10 سنوات، حسب الإحصاء العام للسكان إلى 24,8% حسب البحث الوطني حول محو الأمية لسنة 2024. وعرف عدد المستفيدين في برامج محو الأمية ارتفاعا مهما، إذ انتقل عدد المسجلين فيها من 674 ألف شخص في موسم 2014-2015 إلى 852 ألف مستفيد ومستفيدة في 2022-2023. وخصصت الحكومة المغربية، في الفترة ما بين 2015 و2023، حوالي 3 مليارات درهم (حوالي 300 مليون دولار) لفائدة الوكالة الوطنية لمحاربة الأمية، وفق ما كشف عنه تقرير للمجلس الأعلى للحسابات. ويخلد المغرب كل 13 أكتوبر اليوم الوطني لمحو الأمية، للتحسيس والتوعية الشاملة بهذه الظاهرة وإشكالاتها.  

## تاريخ
| الأمية في المغرب | "الرخاء الاقتصادي لا نفع فيه بدون تعليم, النسيج الاجتماعي سيكون هشا بغيابه, المشاركة السياسية لا قيمة لها بدونه, العدالة بمفهومها الأخلاقي لا تكون ممكنة إلا به. وبالتالي, فإن التعليم يتأثر بكل مركب ويؤثر فيه, وتكامل المركبات يقيم توازن النسق المتناسب مع الجهات, دولا كانت أو أقاليم داخل الدولة الواحدة". محمد مصطفى القباج، "الأمية في المغرب: هل من علاج؟" | الأمية في المغرب |

ساهمت سيطرة الاستعمار على أجزاء كبيرة من الوطن العربي في ظهور ظاهرة الأمية واستشرائها. كما أن سيطرة الاستعمار أدت إلى إضعاف النظام التعليمي القائم واستبداله بنظام جديد يخدم أهدافه، كرس التبعية له، ومن ثم احجام الناس وتخوفهم من ولوج مدارسه، كنتيجة طبيعية لسيطرة الاستعمار على معظم النظم التربوية والتعليمية في الوطن العربي.

### أسباب ثقافية واجتماعية
كما لعبت، وتلعب، بعض العادات والقيم الاجتماعية الخاطئة دورا كبيرا في إحداث مشكلة الأمية، وزادتها حدة وتعقيدا. فعلى سبيل المثال، لايزال هناك اعتقاد لدى كثيرين بعدم أهمية تعليم الفتيات، كما تتخوف بعض الأسر على بناتهم من التعليم المختلط. لذلك استفحلت الأمية بين الإناث من سن 15 عاما، فأكثر حتى وصلت في العام 1980 إلى 73,5%. وأسبغ على الاعتقاد بعدم ضرورة التعليم للإناث طابعا دينيا، وألبسه ثوبا إسلاميا، على الرغم من أن الإسلام جعل العلم فريضة على كل مسلم ومسلمة،
وتدني المستوى الثقافي لكثير من الآباء والأمهات يجعلهم أقل اندفاعا لتعليم أبنائهم وبناتهم، ما يزيد من نطاق الأمية وانتشارها. والتزايد السكاني لا يرافقه زيادة في تخطيط تربوي بعيد المدى وسوء الإدارة، والأوضاع الاقتصادية المتردية جعل الأمية أمرا لا مناص منه، اضطرت بعض الأسر إلى الامتناع عن إرسال بناتها وأبنائها إلى المدرسة، لأنها شعرت بالحاجة الماسة إليهم، وخصوصا الذكور منهم لمساعدتها في أعمالها. والتغيير المستمر لمعظم وزراء التربية والتعليم، وإلغاء ما بناه أسلافهم جعل المشكلة أكثر صعوبة، وأشد تفاقما. عند توزيع الميزانيات التربوية يذهب ينصب الاهتمام أساسا على العواصم والمدن الكبرى على حساب البادية، فتعاني هذه الأخيرة من سوء توزيع الخدمات التعليمية كغياب المدارس وقلة المعلمين. الشيء الذي يؤدي إلى حرمان أهلها من التعليم، فينظم سكانها إلى قائمة الأميين.

### الهدر المدرسي
للهدر المدرسي في النظام التعليمي العربي، بشكل عام تتمثل عوامل الرسوب، والتسرب، والإحباط، والمستويات العلمية المتدنية، ما زاد من تفاقم مشكلة الأمية. بالإضافة للفتيان الأميين هناك 400 ألف طفل يتركون المدرسة سنويا بينما كان العدد في عامي 2004 و2005 حوالي 368 ألف طفل. وتتصدر المدرسة الابتدائية قائمة المؤسسات التي يغادرها الأطفال دون أن يتمكنوا من فك ألغاز الكلمات أو كتابتها. أول ضحايا الهدر المدرسي بالمغرب هم الفتيات بنسبة 58.4% وأطفال البادية بنسبة 80%، و40% من الأطفال المغادرين يحترفون الآن مهنا مختلفة.
مقارنة مع دول المغرب العربي يقف المغرب في مؤخرة الترتيب من حيث الحرص على إبقاء الأطفال في المؤسسات التعليمية، فنسبة المغادرة لدى الجزائر وتونس تتراوح بين 2 و3% في المستوى الخامس من الفترة الابتدائية.
حسب دراسة أنجزتها كتابة الدولة المكلفة بمحو الأمية بتعاون مع اليونيسيف حول "الانقطاع عن الدراسة بالمغرب"، أحصت فيها الأرباح التي كان من الممكن أن يجنيها المغرب لو لم تكن أمية أبنائه مرتفعة، ظهر أن كل سنة يقضيها الطفل بالمدرسة الابتدائية كفيلة بتحقيق 12.7% من رفع مستوى الدخل مقابل 10.4% بالمدرسة الثانوية.

## برامج محو الأمية

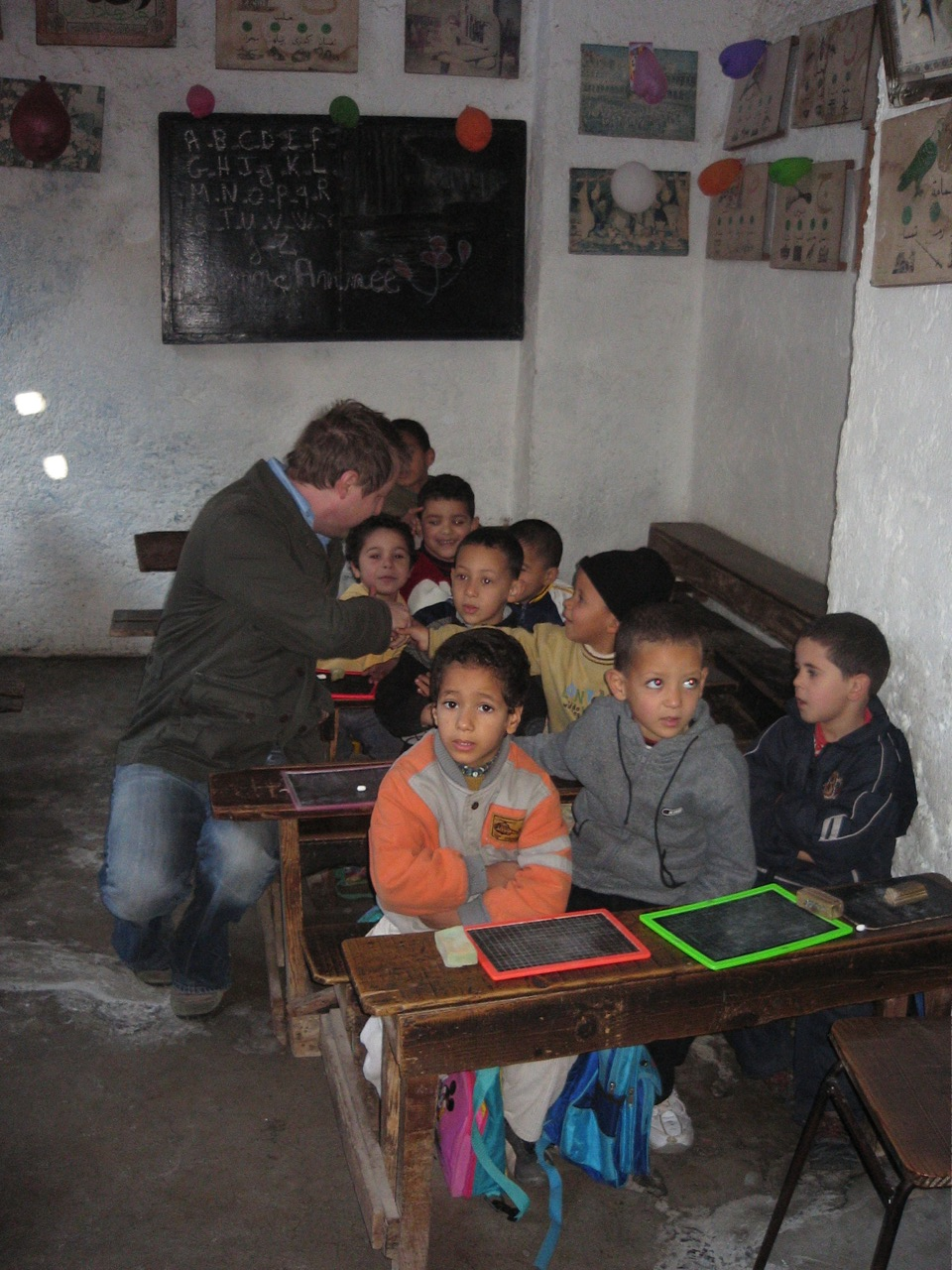
مدرسة في فاس، 2006

### 2009-2010
خلال موسم 2009-2010، بلغ عدد المسجلين في برامج محو الأمية نحو 706394 شخصا موزعين بين الجمعيات ب338 ألف و940 (48 في المائة)، والقطاعات الحكومية ب 294057 (6ر41 في المائة)، والتربية الوطنية ب 70087 (9ر9 في المائة)، والمقاولات ب3310 (5 في المائة). وفي نفس الموسم بلغ عدد المراكز المخصصة لبرامج محو الأمية 15 ألف و640 مركزا تابعا لمختلف المتدخلين، فيما أشرف على تكوين المستفيدات والمستفيدين 17 ألف و600 مكونا ومكونة.

### 2011-2012
بلغ عدد المستفيدين من برامج محو الأمية بالمغرب بين 2011-2012، 000 732 مستفيدا ومستفيدة، وبذلك يرتفع العدد المتراكم للمستفيدين من برامج محو الأمية خلال السنوات الـ 10 الماضية إلى أكثر من 6 ملايين شخصا. وتشكل النساء أكثر من 80٪ من مجموع المستفيدين بينما يستأثر الوسط القروي ب 49٪ من هذا المجموع. وأشرف على فصول محو الأمية حوالي 18000 مكون في أكثر من 16700 مركزا لمحو الأمية، 8700 منها بالوسط القروي.

## المؤسسات
هذه لائحة القطاعات الحكومية العاملة في مجال محو الأمية:
- وزارة الشباب والرياضة، الشؤون النسوية ودور الشباب.
- قطاع الفلاحة والتنمية القروية والصيد البحري، مديرية التعليم والبحث والتنمية.
- قطاع الصيد البحري.
- المندوبية العامة لإدارة السجون وإعادة الإدماج، مؤسسة محمد السادس لإعادة إدماج السجناء.
- التعاون الوطني [10]
- وزارة الأوقاف والشؤون الإسلامية المغربية
- القوات المسلحة الملكية
- القوات المساعدة

لائحة الشركاء الدوليين:
- الاتحاد الأوربي
- منظمة اليونسكو
- الوكالة الأمريكية للتنمية الدولية
- حساب تحدي الألفية
- الوكالة الإسبانية للتعاون الدولي
- التعاون الإيطالي
- DVV international

## وصلات خارجية
- قطاع محاربة الأمية والتربية غير النظامية